# Утейка (приток Менеуза)
Утейка (баш. Үтәй) — река в России, протекает по Бижбулякскому и Белебеевскому районам Башкортостана. Устье реки находится в 39 км от устья реки Менеуз по левому берегу. Длина реки составляет 19 км.
Населённые пункты на реке: деревни Утейка, Сармандеевка, Вишнёвка, Сосновка.

## Данные водного реестра
По данным государственного водного реестра России относится к Камскому бассейновому округу, водохозяйственный участок реки — Дёма от истока до водомерного поста у деревни Бочкарёва, речной подбассейн реки — Белая. Речной бассейн реки — Кама.
Код объекта в государственном водном реестре — 10010201312111100024656.